# Alfred Klingsporn
Guido Robert Alfred Klingsporn (* 2. Juli 1877 in Gremsdorf; † 1. März 1938) war ein deutscher Reichsgerichtsrat.

## Leben
1900 wurde Klingsporn Referendar im Justizdienst. 1905 erfolgte seine Ernennung zum Gerichtsassessor. 1907 wurde er Staatsanwalt in Gleiwitz. 1911 wurde er nach Breslau versetzt. 1916 wurde er Staatsanwalt am Oberlandesgericht Breslau. 1919 wurde Klingsporn zum Staatsanwaltschaftsrat befördert. Ein Jahr später wurde er zum Ersten Staatsanwalt dort ernannt. Mitte April 1921 kam er als Hilfsarbeiter zur Reichsanwaltschaft. 1922 erfolgte eine Beförderung zum Oberlandesgerichtsrat in Breslau. 1923 wurde er erst zum Oberregierungsrat und dann zum Oberstaatsanwalt bei der Reichsanwaltschaft befördert. Ende November 1925 kam er als Richter an das Reichsgericht.